# Bactériocine
 (février 2025).
Si vous disposez d'ouvrages ou d'articles de référence ou si vous connaissez des sites web de qualité traitant du thème abordé ici, merci de compléter l'article en donnant les références utiles à sa vérifiabilité et en les liant à la section « Notes et références ».

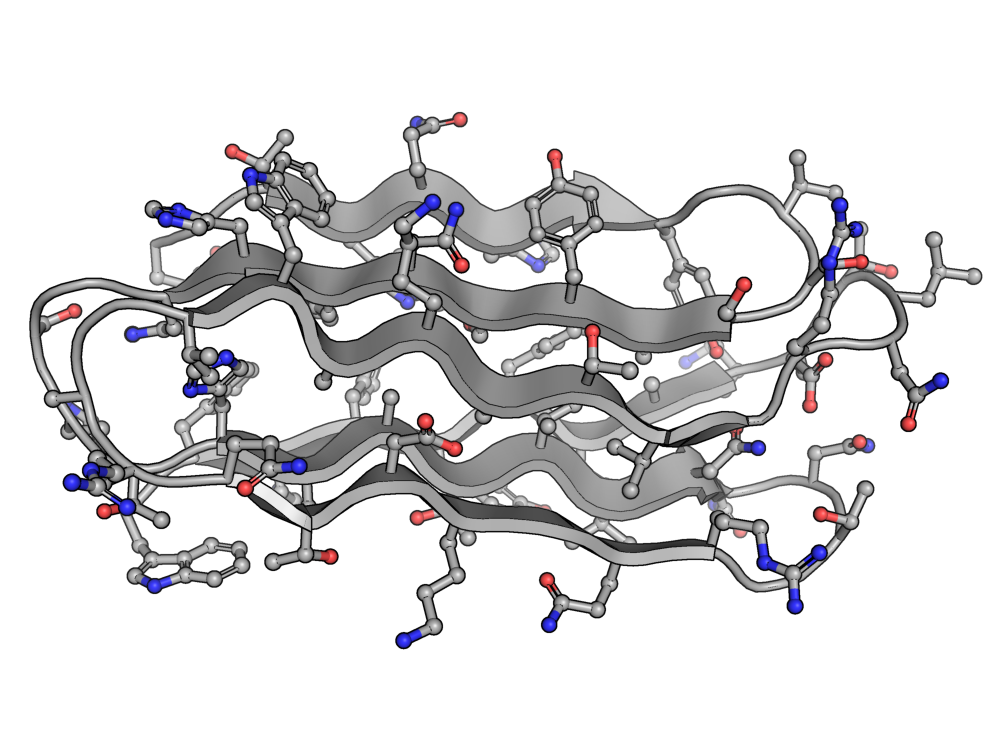
Modèle RMN à l'état de solution de la structure de la Lactococcine 972.

Les bactériocines sont une famille de peptides ou protéines synthétisés naturellement par certaines bactéries.
Une bactériocine consiste généralement en un composé protéique de 20 à 60 acides aminés.  
Les bactériocines ne sont pas des antibiotiques mais elles possèdent des propriétés antibiotiques :
- elles peuvent être bactériocides, c'est-à-dire éliminer certains micro-organismes.
- elles peuvent être bactériostatiques, c'est-à-dire inhiber la croissance de certains micro-organismes.

L'activité bactéricide ou bactériostatique est orientée contre certaines espèces proches de la souche productrice.
Les bactériocines jouent un rôle important dans la compétition entre souches bactériennes. Leur production semble stimulée par la présence de nombreuses bactéries dans le milieu de croissance (phénomène de Quorum Sensing).
Les bactériocines ont un mode d'action lié à la membrane des bactéries. Elles se fixent à certains récepteurs membranaires et y provoquent la formation de pores. La membrane est ainsi rendue perméable à certains composés tels les ions, les molécules d'adénosine-tri-phosphate, ... Cela est généralement létal pour la bactérie-cible.
Elles sont généralement thermorésistantes et supportent de grands écarts de pH (2 à 10) mais sont sensibles à l'action de la plupart des protéases.
Puisqu'elles agissent sur la membrane cellulaire, les bactériocines ne sont généralement actives que contre les bactéries à Gram positif.  
Cependant, en situation de stress (pH bas, stress au froid ou à la chaleur, présence de chélateurs, absence d'ions métalliques, stress au sel...), certaines bactéries à Gram négatif sont sensibles à l'action de certaines bactériocines.
La bactérie synthétisant ce composé se voit protégée de ses effets. En revanche chez les autres bactéries sensibles, la molécule induit leur lyse ce qui est favorable à la bactérie productrice puisqu'il y a libération d'ADN et d'autres composés cellulaires que cette dernière pourra utiliser.
Par exemple, l'ADN libéré va permettre un échange de gènes par mécanisme de transformation.
La première bactériocine a été découverte en 1925. Appelée la « Colicine », elle fut identifiée chez Escherichia coli.
La deuxième fut découverte en 1927. Nommée « Nisine » et produite par Lactococcus lactis, elle est utilisée de façon courante comme additif alimentaire (E234) pour la conservation de certains aliments, dont celle de la viande. Elle fut la première bactériocine pouvant légalement être utilisée comme agent de conservation.
La natamycine est une autre bactériocine utilisée dans l'industrie agro-alimentaire sous le numéro E235. Elle peut uniquement être utilisée pour le traitement en surface des fromages à pâte dure, semi-dure et semi-molle. La concentration maximale est de 1 mg/dm2 de surface du produit.
Par ailleurs, les bactériocines sont aussi naturellement présentes dans un certain nombre d'aliments tel que le saucisson.